# Trimorus rufipes
Trimorus rufipes är en stekelart som först beskrevs av Thomson 1859.  Trimorus rufipes ingår i släktet Trimorus, och familjen gallmyggesteklar. Arten är reproducerande i Sverige.